# Fusinus monksae
Fusinus monksae är en snäckart som beskrevs av Dall 1915. Fusinus monksae ingår i släktet Fusinus och familjen Fasciolariidae. Inga underarter finns listade i Catalogue of Life.